# CROSS -Original Ballade Collection-
『CROSS -Original Ballade Collection-』（クロス オリジナル・バラッド・コレクション）は、1999年3月25日に発売された久松史奈の4枚目のベスト・アルバム。

## 内容
9thオリジナル・アルバム『I DOLL』、シングル・コレクション『CROSS〜ORIGINAL SINGLE COLLECTION』と共にテイチクエンタテインメント在籍時、3作同時発売となったうちの一作。BMGビクター在籍時のバラード曲のみで構成されたアルバムで3作のリミックス、2作のリテイクバージョンを収録。

## 収録曲
全作詞:久松史奈（特記以外） 
1. ON THE STREET
作詞･作曲:TOM 編曲:村上啓介
2. そっとI THINK SO
作曲･編曲:村上啓介
3. 永遠に止まらない (Remix)
作曲:久松史奈･井口慎也 編曲:瀬尾一三
4. SO CRY NO MORE (Remix)
作曲:川上明彦 編曲:瀬尾一三
5. CRY (Remix)
作曲:TSUKASA 編曲:難波正司
6. 天使の休息
作詞:久松史奈･藤生ゆかり 作曲:藤生ゆかり
7. 夏の最後の日
作曲:金本一哉 編曲:難波正司
8. YOU'VE GOT TO BELIEVE
作曲:鴨井学 編曲:難波正司
9. WE ARE ALONE
作曲･編曲:井口慎也
10. MY LOVE
作曲:羽田一郎 編曲:西川進
11. UNDER THE MOON
作曲:久松史奈 編曲:西川進
12. WHOLE OF MY LIFE
作曲:久松史奈 編曲:西川進
13. 瞬きもせず (new ver.)
作詞:久松史奈 作曲:野田晴稔
14. PRICE OF MY HEART (new ver.)
作曲:久松史奈